# Кейо Пехконен
Кейо Тапіо Пехконен (фін. Keijo Tapio Pehkonen; нар. 11 листопада 1964, Гейнола, провінція Пяйят-Хяме) — фінський борець греко-римського стилю, бронзовий призер чемпіонату світу, дворазовий чемпіон та бронзовий призер чемпіонатів Європи, срібний призер Північного чемпіонату, срібний призер Кубку світу, учасник Олімпійських ігор.

## Життєпис
Виступав за спортивний клуб «Heinolan Isku» Гейнола.

## Спортивні результати на міжнародних змаганнях

### Виступи на Олімпіадах
| Змагання                    | Збірна    | Вагова категорія                 | Місце |
| --------------------------- | --------- | -------------------------------- | ----- |
| Літні Олімпійські ігри 1992 | Фінляндія | греко-римська боротьба, до 57 кг | 7     |

### Виступи на Чемпіонатах світу
| Змагання                        | Збірна    | Вагова категорія                 | Місце  |
| ------------------------------- | --------- | -------------------------------- | ------ |
| Чемпіонат світу з боротьби 1987 | Фінляндія | греко-римська боротьба, до 57 кг | Бронза |
| Чемпіонат світу з боротьби 1989 | Фінляндія | греко-римська боротьба, до 57 кг | 7      |

### Виступи на Чемпіонатах Європи
| Змагання                         | Збірна    | Вагова категорія                 | Місце  |
| -------------------------------- | --------- | -------------------------------- | ------ |
| Чемпіонат Європи з боротьби 1986 | Фінляндія | греко-римська боротьба, до 57 кг | Бронза |
| Чемпіонат Європи з боротьби 1987 | Фінляндія | греко-римська боротьба, до 57 кг | Золото |
| Чемпіонат Європи з боротьби 1989 | Фінляндія | греко-римська боротьба, до 57 кг | Золото |

### Виступи на Кубках світу
| Змагання                    | Збірна     | Вагова категорія                 | Місце  |
| --------------------------- | ---------- | -------------------------------- | ------ |
| Кубок світу з боротьби 1987 | Шаблон:SCA | греко-римська боротьба, до 57 кг | Срібло |
| Кубок світу з боротьби 1993 | Фінляндія  | греко-римська боротьба, до 62 кг | 6      |

### Виступи на Північних чемпіонатах
| Змагання                            | Збірна    | Вагова категорія                 | Місце  |
| ----------------------------------- | --------- | -------------------------------- | ------ |
| Північний чемпіонат з боротьби 1986 | Фінляндія | греко-римська боротьба, до 57 кг | Срібло |

### Виступи на інших змаганнях
| Змагання                           | Збірна    | Вагова категорія                 | Місце  |
| ---------------------------------- | --------- | -------------------------------- | ------ |
| Гран-прі Німеччини з боротьби 1985 | Фінляндія | вільна боротьба, до 57 кг        | 7      |
| Гран-прі Німеччини з боротьби 1987 | Фінляндія | греко-римська боротьба, до 57 кг | Бронза |
| Гала гран-прі FILA 1987            | Фінляндія | греко-римська боротьба, до 57 кг | Бронза |
| Гран-прі Німеччини з боротьби 1989 | Фінляндія | греко-римська боротьба, до 57 кг | 7      |